# 曳田康貞
曳田 康貞（ひけた やすさだ）は、鎌倉時代の武士。通称は曳田大夫。

## 略歴
平安時代末期に因幡国の豪族・佐治道貞の子として誕生。
理由は不明だが父の知行する佐治郷の郷司職を継がず、八上郡曳田郷に所領を持ち、在地名の「曳田」を姓に名乗った。佐治郷を継承した弟・佐治重貞は当時幼少であったため、康貞が長らく佐治郷司職の代行をしていたが、弟の成人後も所職を返還せず、実子・重久に譲渡してしまったために鎌倉幕府に訴えられた。建暦3年（1213年）11月、争っていた重貞が和田合戦で功を為したのが後押しとなり、訴訟に敗れ所職を返還した。この後、史料上からは康貞を含む曳田一族の名を確認することはできないため、訴訟に敗れた後、衰退した可能性がある。